# 新庄千歳
新庄 千歳（しんじょう ちとせ、1990年6月23日 - ）は、大阪府出身のモデル、レースクイーン。愛称は「ちぃちゃん」。女性アイドルグループ「REGIIIIINA!!」（レジーナ）のメンバーでもあった。

## 来歴・人物
- 2012年からスリーライズに所属し芸能活動を開始[2]。同年のSUPER GTでは、「ARTA サマンサタバサアテンダント」の一員としてスポット参加。この時のメンバーにはプラチナムプロダクション所属のおのののかもいた[3]。
- 2013年2月、アイドルユニット「REGIIIIINA!!」に加入[4]。
- 2015年7月、光文社主催の「ミスFLASH2016」にエントリー[5]。ファイナリストまで進出するも、上位3名への入賞はならなかった[6]。
- 2016年6月5日にREGIIIIINA!!解散。同年8月6日、自身のブログでスリーライズを退所したことを明かした[7]。
- 趣味は海外ドラマを観ること。特技はダンス、早食い。
- 4兄妹の末っ子[8]。実家はペットショップを営んでいる[9]。

## レースクイーン
2013年
- スーパー耐久「K's Frontier with TEAM KRM “フロンティアキューティーズ”」

2014年
- SUPER GT「GREEN TEC RACING GALS」
- D1グランプリ「TEAM VERTEX with CARGUY レースクイーン」

2015年
- FIA-F4選手権「miNami aoYama with SARD レースクイーン」[1]

## 主な出演

### テレビ番組
- 業界用語の基礎知識 壇蜜女学園（2013年1月 - 3月、5いっしょ3ちゃんねる/ひかりTV） - レギュラー生徒
- 志村&鶴瓶のあぶない交遊録（2013年1月2日、テレビ朝日） - 「英語禁止ボウリング」にコスプレ美女として出演[10]
- 坂上忍 presents ボートレースのじかん（2014年11月 - 2016年6月、日本レジャーチャンネル） - REGIIIIINA!!としてレギュラー出演
- 家、ついて行ってイイですか?（2015年7月3日、テレビ東京） - 「平成版リアルアイドルの家」として新庄の住んでいるマンションまで取材される[11]

### イベント
- CEATEC JAPAN「TEコネクティビティブース」（2012年 - 2014年）
- 東京オートサロン
  - 「パイオニア・カロッツェリアブース」（2013年）
  - 「フェデラルタイヤブース」（2014年）
  - 「ブームクラフトブース」（2015年）